# Vega de San Mateo
Vega de San Mateo är en kommun i Spanien. Den ligger i den autonoma regionen Kanarieöarna i sydvästra delen av landet, 1 800 km sydväst om huvudstaden Madrid. Antalet invånare är 7 856 (2024). Arean är 38,21 kvadratkilometer. Vega de San Mateo ligger på ön Gran Canaria i ögruppen Kanarieöarna. Vega de San Mateo gränsar till Santa Brígida, Valsequillo de Gran Canaria, San Bartolomé de Tirajana, Tejeda, Valleseco och Teror. 